# Station Boleszkowice
Station Boleszkowice is een spoorwegstation in de Poolse plaats Boleszkowice.